# Пантиани (Каспский муниципалитет)
Пантиани (груз. პანტიანი) — село в Грузии, на территории Каспского муниципалитета края (мхаре) Шида-Картли.

## География
Село находится в центральной части Грузии, к востоку от реки Лехуры, на расстоянии приблизительно 9 километров (по прямой) к северу от города Каспи, административного центра муниципалитета. Абсолютная высота — 848 метров над уровнем моря.

## Население
По результатам официальной переписи населения 2014 года, в Пантиани проживало 66 человек (38 мужчин и 28 женщин). В национальной структуре населения осетины составляли 84,8 %, грузины — 15,2 %.
| Год  | Население, человек |
| ---- | ------------------ |
| 2002 | 104                |
| 2014 | ↘ 66               |